# خنفساء دوارة
الخنفساء الدوارة هي خنفساء من خنافس الماء من عائلة (Gyrinidae) اكتسبت اسمها بسبب قيامها بالدوران بسرعة فائقة حين الخوف أو الخطر كذلك تتميز هذه الخنفساء بأعينها المناسبة للغطس والتي تستطيع بها رؤية ما تحت الماء وما فوق السطح.